# Груздевка (Ростовская область)
Груздевка — упразднённый посёлок в Каменском районе Ростовской области. Входил в состав Глубокинского поссовета. В 2001 году исключен из учётных данных.

## География
Располагался в верховье балки Четвертная, на расстоянии приблизительно в 13 км (по прямой) к юго-востоку от посёлка Глубокий.

## История
Возник как одно из производственных отделений Глубокинского совхоза. В 1987 году посёлку Отделение 3-е Глубокинского зерносовхоза присвоено наименование посёлок Груздевка.